# Sverre
Sverre (of Swerrir) Sigurdsson (Trondheim, 1151 - Bergen, 9 maart 1202) was van 1177/84 tot 1202 koning van Noorwegen. Sverre groeide op in Kirkjubøur op de Faeröer.

## Faeröer
Sverre wordt in het eerste deel van de Sverres-saga een buitenechtelijke zoon van Sigurd II Munn met Gunhild genoemd. Op het moment dat Sverre geboren werd was Gunhild getrouwd met Unås, een broer van bisschop Roes van de Faeröer-eilanden. Op vijfjarige leeftijd wordt hij naar Kirkjubøur bij Tórshavn overgebracht en komt hij onder de hoede van zijn oom, bisschop Roes. Hier genoot hij een voor die tijd uitstekende opvoeding en werd tot priester gewijd. Sigurd zou ongeveer 24 jaar oud geweest zijn toen zijn moeder naar de Faeröer-eilanden kwam en hem daar vertelde wie zijn echte vader zou zijn.

## Noorwegen
In 1176 keerde Sverre naar Noorwegen terug en in 1177 werd hij de leider (en hun koning) van de Birkebeiner-partij. In 1179 versloeg hij zijn tegenstander van de Bagli-partij de Jarl Erling Skakke in de slag bij Nidaros (slag van Kalvskinn). In 1184 wist hij ook Magnus V te verslaan in de slag bij Fimreite en was nu alleen heerser in Noorwegen.
In zijn regeerperiode kwam Sverre op dusdanige wijze in conflict met kerk dat hij in de ban zou worden gedaan. Zijn felste tegenstanders waren de aartsbisschop Erik Ivarsson en Nicolaas Arnason, de bisschop van bisdom Oslo. Deze stichtte de Bagli-partij (Bisschopsstaf-partij) wat tot de Bagli-oorlogen zou leiden. In deze oorlogen viel een groot aantal van de Noorse aristocratie. Dat leidde er weer toe dat de lagere klassen een belangrijkere positie konden innemen, deels door in te huwen in de oude geslachten. Onder hen trad langzaam de verandering in tot meer zelfstandige aristocratie ten opzichte van de dienstadel van de koning. Daardoor bond Sverre de adel steviger aan hem. Hij bouwde gestadig en standvastig zijn koningsmacht uit. De inmiddels in gang gezette centralisering vorderde meer en meer. De meeste verbeteringen betroffen de militaire en strategische gebieden. Hij benoemde ook voor het eerst de rechters in de gerechtsdingen, wat later tot het koninklijke beroepsrechterdom leidde. Sverre was op grond van zijn geestelijke opleiding een geleerde man en stelde daarmee nieuw koningstype in.

## Relaties en kinderen
Sverre was getrouwd en had ten minste vier kinderen:
- op de Faeröer met Astrid Roesdotter (niet zeker of dit een huwelijk was)
  - Ingeborg, en getrouwd met Karl Sverkersson, prins van Zweden (-1198, vermoord)
  - Sigurd Lavard (-1201), en veldheer van zijn vader en zelf vader van Guttorm Sigurdsson, koning in 1204
  - Haakon III van Noorwegen
- getrouwd in 1185 met Margaretha Eriksdotter, dochter van koning Erik IX van Zweden
  - Christina (-1213), getrouwd met Filippus Simonsson (-1217), hoofd van de Bagli-partij en regerend in Viken.

## Koning Sverre en de Faeröer
In 1186 hield hij in Bergen een redevoering waarin hij de Faeröer (waar hij zijn kindertijd en jeugd doorgebracht had) bijzondere vrijheden bood. Bijvoorbeeld liet hij zich daar niet vertegenwoordigen maar verkregen de Faeröers zelfbestuur. Verder schafte hij de slavernij op de Faeröer af, wat overigens in 1298 teruggedraaid zou worden.
Sverre is begraven in de oude kathedraal van Bergen. De kathedraal werd in 1531 verwoest en de plaats is vandaag de dag gemarkeerd met een monument.